# 沖縄師範学校
| 沖縄師範学校 | 沖縄師範学校                                                                 |
| ------------ | ---------------------------------------------------------------------------- |
| 創立         | 1943年                                                                       |
| 所在地       | 沖縄県那覇市                                                                 |
| 初代校長     | 野田貞雄                                                                     |
| 廃止         | 1945年（法制上は1949年）                                                     |
| 後身校       |                                                                              |
| 同窓会       | 男子部：龍潭同窓会（解散） 女子部：財団法人 沖縄県女師・一高女ひめゆり同窓会 |

沖縄師範学校 （おきなわしはんがっこう） は第二次世界大戦中の1943年 （昭和18年） に、沖縄県に設置された師範学校である。本項は、沖縄師範学校・沖縄女子師範学校などの前身諸校を含めて記述する。

## 概要
- 1880年 （明治13年） に設立された会話伝習所が起源である。
- 第二次世界大戦末期の1945年、沖縄師範学校・沖縄女子師範学校ともにおおくの生徒と引率教師が戦場に動員され、その多くが死亡した。
- 沖縄戦で校舎を失い、戦後は沖縄県が日本の統治下から離れたことにより、後身校を持たずに廃止された。したがって、多くの場合新制国立大学の教員養成系学部（課程）に改組されたその他の師範学校と異なり、戦後の新制大学への継承関係は持たない。
- （男子部）同窓会は 「龍潭同窓会」 と称したが、会員の高齢化により2005年頃解散した。2007年に遺族の有志で会を発足。現在は一般社団法人ＵＴＴ　事業所名：うーとーとーおきなわが慰霊祭や塔の保全活動、連絡会を運営している。沖縄県女子師範学校については、附設の県立第一高等女学校と合同の 「財団法人 沖縄県女師・一高女ひめゆり同窓会」 が組織されている。

## 沿革

### 沖縄県立期

#### 旧・沖縄師範学校、沖縄県立師範学校
- 1879年（明治12年）4月4日 - 沖縄県が設置される。
- 1880年（明治13年）
  - 2月 - 沖縄県庁官舎内（那覇西村2番地）に「会話伝習所」を設置。旧教育を受けた者を選抜し、標準語・小学校教育を教授。
  - 4月 - 那覇西村10番地に移転し、「師範学校事務取調所」を併置。
  - 6月21日 - 会話伝習所・師範学校事務取調所を廃止し、那覇西村14番地官舎内に「沖縄師範学校」を設置。速成科 （1年制）・初等師範学科 （2年制） を設置
  - 10月 - 那覇久米村の旧病院跡 （旧役所跡とも） に移転。
- 1881年（明治14年）
  - 2月 - 西村学校を附属小学校とする。
  - 6月21日 - 「沖縄県立師範学校」と改称。
  - 8月15日 - 師範学校教則大綱により規則を改定。速成科 （随時）・初等師範学科 （1年制）・中等師範学科 （2年制） に改めた。
- 1882年（明治15年）
  - 3月 - 那覇西村14番地に附属小と共に移転。
  - 11月 - 速成科を廃止。
- 1885年（昭和18年）3月 - 附属小学校に女児教場を設置。
- 1886年（明治19年）1月 - 首里当蔵3番地 （龍潭池畔） の新校舎に移転。

#### 沖縄県尋常師範学校
- 1886年（明治19年）11月 - 師範学校令により「沖縄県尋常師範学校」と改称。尋常師範学科 （4年制） を設置。
- 1887年（明治20年）9月 - 文部省より 「御真影」 （明治天皇の写真） 下賜。
- 1888年（明治21年）4月 - 結髪挿簪を廃止。
- 1889年（明治22年）2月 - 制服着用。
- 1890年（明治23年）5月 - 附属小学校女子部を那覇尋常小学校へ統合。
- 1894年（明治27年）8月 - 日清戦争が勃発。職員生徒、義勇団を結成。県内世論は白派 （日本派）・黒派 （清派） に分かれ混乱した。師範学校関係者は日本側に付いた。
- 1896年（明治29年）4月7日 - 女子講習科を設置。修業年限を2年、入学資格を高等小学校卒業者とする。

#### 沖縄県師範学校
- 1898年（明治31年）
  - 4月1日 - 師範教育令により「沖縄県師範学校」と改称。師範学科 （のちに本科と改称、4年制） を設置。
  - 9月12日 - 男子講習科 （1年制） を設置。
- 1899年（明治32年）
  - 7月 - 県会の決議で女子講習科生徒の服装が和装に改正されたことをうけて、制服から普通服となる。
  - 11月 - 中学生徒との衝突事件が発生。生徒の多数が処分。
- 1900年（明治33年）4月 - 簡易科（修業年限2年4ヶ月）を設置。
- 1902年（明治35年）11月 - 学友会報 『龍潭』 創刊 （年刊）。
- 1903年（明治36年）
  - 1月23日 - 男子講習科を准教員講習科と改称。
  - 11月 -「龍潭同窓会」を設立。
- 1904年（明治37年）
  - 1月 - 校舎が全焼し、首里城内仮校舎に移転。
  - 4月 - 小学校教員講習科を設置 （甲種・乙種・丙種の3種）。
- 1907年（明治40年）7月 - 校舎を再建。
- 1908年（明治41年）4月1日 - 師範学校規程に準拠。本科第1部 （4年制）・本科第2部 （中学卒対象、1年制）・予備科 （高小卒対象、1年制） を設置。簡易科を廃止。
- 1910年（明治43年）4月13日 - 女子本科第一部を設置。
- 1912年（明治45年）6月 - 本科第1部3・4年生によるストライキ事件発生。校長の学校経営および一教諭を弾劾。
- 1914年（大正3年）7月 - 寮歌 『見よ城頭の一角に』 （古谷莞爾 作詞、作曲者不詳） 発表。
- 1916年（大正5年）4月 - 小学校教員講習科乙種の募集を停止。本科第2部に甲種農業学校出身者を受入れ。
- 1919年（大正8年）3月 - 小学校教員講習科乙種の募集を再開、本科第2部への甲種農業学校出身者受入れを停止。
- 1920年（大正9年）4月 - 本科第1部上級生に自宅通学を許可 （全寮制崩壊）。
- 1925年（大正14年）4月1日 - 本科第1部 5年制化 （高等小学校卒業者対象）。予備科を廃止。
- 1926年（大正15年）4月1日 - 専攻科を設置。
- 1931年（昭和6年）4月1日 - 本科第2部を2年制に延長。

#### 沖縄県女子師範学校
- 1915年（大正4年）4月1日 - 「沖縄県女子師範学校」を設置。沖縄県師範学校女子本科第1部在校生を転籍。当初は沖縄県師範学校に併置。
- 1916年（大正5年）1月 - 真和志村大道の県立高等女学校校地に移転。
- 1925年（大正14年）5月 - 本科第2部を設置（高等女学校卒業者対象）。

### 官立（国立）期

#### 沖縄師範学校
- 1943年（昭和18年）4月1日 - 沖縄県師範学校と沖縄県女子師範学校を統合し、官立「沖縄師範学校」が設置。旧沖縄県師範学校校舎に「男子部」、旧沖縄県女子師範学校校舎に「女子部」を設置。
  - 本科 （3年制、中等学校卒業者・予科修了者対象）・予科 （3年制（戦時短縮で2年制）、高等小学校卒業者対象） を設置。
  - 女子部は予科 （3年制）・本科 （2年制）・専攻科 （1年制） で発足。
- 1945年（昭和20年）
  - 1月 - 陸軍第32軍司令部、首里に移転。師範学校男子部にも駐留。
  - 3月1日 - 男子部在校生75名、陸軍第24師団司令部で入隊式。
  - 3月23日 - 師範学校女子部・第一高等女学校学徒隊動員 （ひめゆり学徒隊を参照）。
  - 3月29日 - 女子部校舎が爆撃・砲撃で壊滅。
  - 3月31日 - 男子部職員・生徒ら、鉄血勤皇師範隊を編成 （鉄血勤皇隊を参照）。
  - 4月5日 - 男子部校舎が壊滅。
  - 5月 - 第32軍司令部、首里から摩文仁に撤退。鉄血勤皇師範隊も従う。
  - 6月21日 - 野田校長、ギーザバンタ海岸で生徒2名と共に戦死。
  - 7月8日 - 文部省、全国学徒の模範として師範学校職員・生徒を表彰。

### 戦後
- 1946年（昭和21年）1月10日 - 沖縄諮詢会文教部、具志川に 「沖縄文教学校」 を設置 （初代校長： 島袋俊一）。
  - 師範学校予科修了者・中等学校卒業者を対象とし、教員を短期育成した。詳細は同項記事を参照。

- 沖縄師範学校事務所は沖縄から内地に引揚げ、熊本師範学校校内で残務処理を行ったとされる[1]。師範学校は沖縄戦で壊滅して事実上廃校となったが、法制上ではその後も設置されており、1949年（昭和24年）の国立学校設置法施行により名実ともに廃止された[2]。

## 沖縄師範鉄血勤皇隊・通信隊
沖縄戦では沖縄師範学校からは上級生が鉄血勤皇隊へ、下級生が通信隊へ、合計生徒386名と引率教師24名が動員され、そのうち、生徒226名と教師9名が戦死している。戦死者率は59%。多くの師範学徒は第32軍司令部とその直属の第二野戦築城隊に配属された。

## 沖縄女子師範学校 ひめゆり学徒隊
また沖縄女子師範学校からは、沖縄県立第一高等女学校と合同で配属され「ひめゆり学徒隊」、師範学校女子部から生徒157名と引率教師18名が動員された。そのうち生徒81名と教師13名が戦死している。戦死者率は52%。併設校であった沖縄県立第一高等女学校からは生徒65名が動員され、そのうち42名が犠牲となっている。戦死者率は65% 。ひめゆり学徒らは沖縄陸軍病院と第32軍司令部経理部に配属された。

## 歴代校長
沖縄県師範学校（前身諸校を含む）
- 校長： 石野基将 （1880年6月 - 1880年8月）
- 校長： 田中馨治 （1880年8月 - 1882年7月）
- 校長心得： 伊藤政良 （1882年7月 - 1883年5月）
- 校長心得： 長谷川毅之助 （1883年5月 - 1884年9月）
- 校長心得： 今西相一 （1884年9月 - 1886年3月）
- 校長： 百尾喬利 （1886年3月 - 1886年7月）
- 校長： 相良長綱 （1886年7月 - 1888年4月）
- 校長心得： 小泉又一 （1888年4月 - 1889年2月）
- 校長補： 小泉又一 （1889年2月 - 1889年11月）
- 校長補： 西郷（児玉）喜八[4] （1889年11月 - 1891年9月25日）
- 校長： 児玉喜八 （1891年9月25日 - 1896年4月21日）
- 校長： 小川鋠太郎 （1896年6月8日 - 1899年6月28日）
- 校長： 安藤喜一郎 （1899年6月28日 - 1902年7月28日）
- 校長： 生駒恭人 （1902年7月28日 - 1904年3月19日）
- 校長： 西村光彌 （1904年3月19日 - 1910年6月17日）
- 校長： 森山辰之助 （1910年6月17日 - 1912年10月2日）
- 校長： 古市利三郎 （1912年10月2日 - 1915年4月27日）
- 校長： 保田銓次郎 （1915年4月27日 - 1919年12月）
- 校長： 和田喜八郎 （1919年12月 - 1921年5月4日[5]）
- 校長： 北村重敬 （1921年5月4日[5] - 1925年5月）
- 校長： 鶴岡重治 （1925年5月 - 1925年9月死去）
- 校長： 小林和一 （1925年9月 - 1928年12月）
- 校長： 近森幸衛 （1928年12月 - 1930年9月）
- 校長： 豊田信勝 （1930年9月 - 1934年6月）
- 校長： 長谷川亀太郎 （1934年6月 - 1938年4月）
- 校長： 内田新一 （1938年4月 - 1939年10月）
- 校長： 大瀧正寛 （1939年12月 - 1942年8月）
- 校長： 中村精行 （1942年9月 - 1943年3月）

沖縄県女子師範学校
- 初代： 蟹江虎次郎 （1915年3月8日 - ）
- 三溝升一：1923年3月31日[6] -
- 末代： 西岡一義 （ - 1943年3月）

官立沖縄師範学校
- 校長： 野田貞雄 （1943年4月1日[7] - 1945年6月21日戦死）
  - 前・茨城県女子師範学校校長
- 校長事務代理： 中村精行（不詳 - 1947年2月6日[8]）
- 校長事務代理： 銅直勇（1947年2月6日[8] - ）

## 校地の変遷と継承
男子部
首里市当蔵 （現・那覇市首里当蔵町） にあった旧沖縄県師範学校校地を引き継ぎ、1945年4月の校舎壊滅まで使用した。首里城を望む龍潭池畔に所在し、同窓会 （龍潭同窓会） の名前の由来となっている。現在の沖縄県立芸術大学キャンパスの一帯とされる。
女子部
真和志村安里 （現・那覇市安里） にあった旧沖縄県女子師範学校校地を引き継ぎ、1945年3月の校舎壊滅まで使用した。校地は沖縄県立第一高等女学校と共用であった。現在も那覇市大道には、女子部の代用附属だった那覇市立大道小学校が存在する。また、2002年には、ひめゆり同窓会によって大道小学校敷地内に学校跡地の碑が建立された。

## 著名な出身者
- 當山久三 - 1890年卒。「沖縄移民の父」。
- 比嘉春潮 - 1906年本科卒。歴史学者。
- 宮良長包 - 1907年本科卒。作曲家。
- 大濱信泉 - 1911年本科中退。元早稲田大学総長。
- 仲原善忠 - 1912年本科卒。歴史家。
- 大山朝常 - 1925年卒。元コザ市（現・沖縄市）長。
- 翁長助静 - 1926年本科2部卒。元琉球政府立法院議員。沖縄県知事翁長雄志の父。
- 長嶺秋夫 - 1927年本科2部卒。元琉球政府立法院議長。
- 平良幸市 - 1928年本科2部卒。元沖縄県知事。
- 宮里静湖 - 1929年卒。詩人。「沖縄県民の歌」を作詞。
- 喜屋武真栄 - 1933年専攻科卒。元参議院議員。
- 大田昌秀 - 本科2年在学中に学校廃止。元沖縄県知事。
- 亀谷長榮 - 1938年専攻科卒。元福岡県春日市長。

## 参考書籍
- 沖縄師範龍潭同窓会 『龍潭百年: 沖縄師範学校百年記念誌』 沖縄師範龍潭同窓会、1980年11月。